# Моноскоп

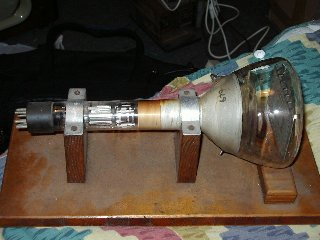
Моноскоп

Моноскоп (устар. — монотрубка, титоскоп, последнее происходит от аббревиатуры ТИТ — телевизионная испытательная таблица) — передающий электронно-лучевой прибор, преобразующий в электрический сигнал единственное изображение (отсюда название), выполненное на мишени за счет неоднородности её физических свойств. Моноскопы применяются, как правило, для получения изображения телевизионной испытательной таблицы. Моноскоп является разновидностью постоянного запоминающего устройства

## Устройство и принцип действия моноскопа
По своему устройству моноскоп похож на приемные электронно-лучевые трубки (кинескопы), однако вместо люминесцентного экрана у него имеется мишень, при взаимодействии с которой электронного луча возникает электрический сигнал, отбираемый во внешнюю цепь. Различные точки поверхности имеют неодинаковые физические свойства. Существует два типа мишеней моноскопов: с неоднородным удельным электрическим сопротивлением и с неоднородной величиной работы выхода электрона.
Мишень с неоднородным удельным электрическим сопротивлением получают нанесением на поверхность металлической пластины слоя диэлектрика — как правило, окисла или стекла. При сканировании мишени электронным лучом последний включается в ток проводимости внешней цепи в момент касания непокрытых участков металла и выключается при касании покрытых участков. Вторичные электроны, возникающие при бомбардировке диэлектрика электронным лучом, собираются специальным электродом — коллектором. Таким образом, отбор сигнала во внешнюю цепь осуществляется от мишени.
Мишень с неоднородной работой выхода электрона получают путём нанесения на поверхность мишени, изготовленной из металла с большой работой выхода электрона (например, вольфрама или позолоченной меди), тонкого слоя другого металла или оксида с малой работой выхода (например, цезия, бария или их оксидов). При сканировании мишени электронный луч, попадая на непокрытые участки, образует малое количество вторичных электронов, а при попадании на покрытые — большое. Вторичные электроны собираются коллектором. Сигнал во внешнюю цепь отбирается от коллектора.

## Применение моноскопов

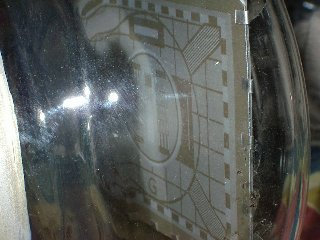
Изображение, нанесенное на мишень моноскопа

Существуют два способа применения моноскопов — прямой и обратный.
При прямом способе моноскоп устанавливается в специальном устройстве — генераторе испытательной таблицы, на выходе которого образуется телевизионный сигнал. С помощью этого сигнала получают изображение на экране испытуемого телевизионного устройства. Прямой способ обычно применяют для настройки телевизоров и мониторов.
При обратном способе моноскоп устанавливается в испытуемое устройство вместо основной электронно-лучевой трубки, а телевизионный сигнал от моноскопа наблюдается на экране специального монитора. Обратный способ обычно применяют при настройке приборов, содержащих ЭЛТ без видимого изображения: память ЭВМ на базе потенциалоскопов, передающие телевизионные камеры, графеконные преобразователи. Естественно, что моноскоп должен быть механически и электрически совместим с ЭЛТ целевого устройства.
Кроме того, в 50-е годы моноскопы применялись в качестве постоянных запоминающих устройств ЭВМ первого поколения.